# Макейден (Північна Кароліна)
Макейден (англ. McAdenville) — місто (англ. town) в США, в окрузі Ґестон штату Північна Кароліна. Населення — 890 осіб (2020).

## Географія
Макейден розташований за координатами 35°15′55″ пн. ш. 81°4′48″ зх. д. / 35.26528° пн. ш. 81.08000° зх. д. (35.265415, -81.079919).  За даними Бюро перепису населення США в 2010 році місто мало площу 3,76 км², з яких 3,59 км² — суходіл та 0,16 км² — водойми.

## Демографія
Згідно з переписом 2010 року, у місті мешкала 651 особа в 252 домогосподарствах у складі 197 родин. Густота населення становила 173 особи/км².  Було 283 помешкання (75/км²).
Расовий склад населення:
| - 89,2 % — білих - 2,2 % — чорних або афроамериканців - 1,5 % — корінних американців - 0,9 % — азіатів - 0,2 % — вихідців з тихоокеанських островів - 3,8 % — осіб інших рас |

До двох чи більше рас належало 2,2 %. Частка іспаномовних становила 5,7 % від усіх жителів.
За віковим діапазоном населення розподілялося таким чином: 22,4 % — особи молодші 18 років, 62,4 % — особи у віці 18—64 років, 15,2 % — особи у віці 65 років та старші. Медіана віку мешканця становила 40,5 року. На 100 осіб жіночої статі у місті припадало 93,8 чоловіків;  на 100 жінок у віці від 18 років та старших — 95,0 чоловіків також старших 18 років.
Середній дохід на одне домашнє господарство  становив 64 200 доларів США (медіана — 55 625), а середній дохід на одну сім'ю — 75 556 доларів (медіана — 64 583). Медіана доходів становила 50 795 доларів для чоловіків та 37 083 долари для жінок. За межею бідності перебувало 10,2 % осіб, у тому числі 10,3 % дітей у віці до 18 років та 6,8 % осіб у віці 65 років та старших.
Цивільне працевлаштоване населення становило 311 осіб. Основні галузі зайнятості: освіта, охорона здоров'я та соціальна допомога — 21,9 %, науковці, спеціалісти, менеджери — 15,8 %, виробництво — 14,5 %.